# Amyrtaios
Amyrtaios var en egyptisk farao i tjugoåttonde dynastin som regerade mellan 404 f.Kr. och 399 f.Kr.. Amyrtaios besegrades i öppen strid av sin efterträdare Neferites I 393 f.Kr..